# Vikmugg

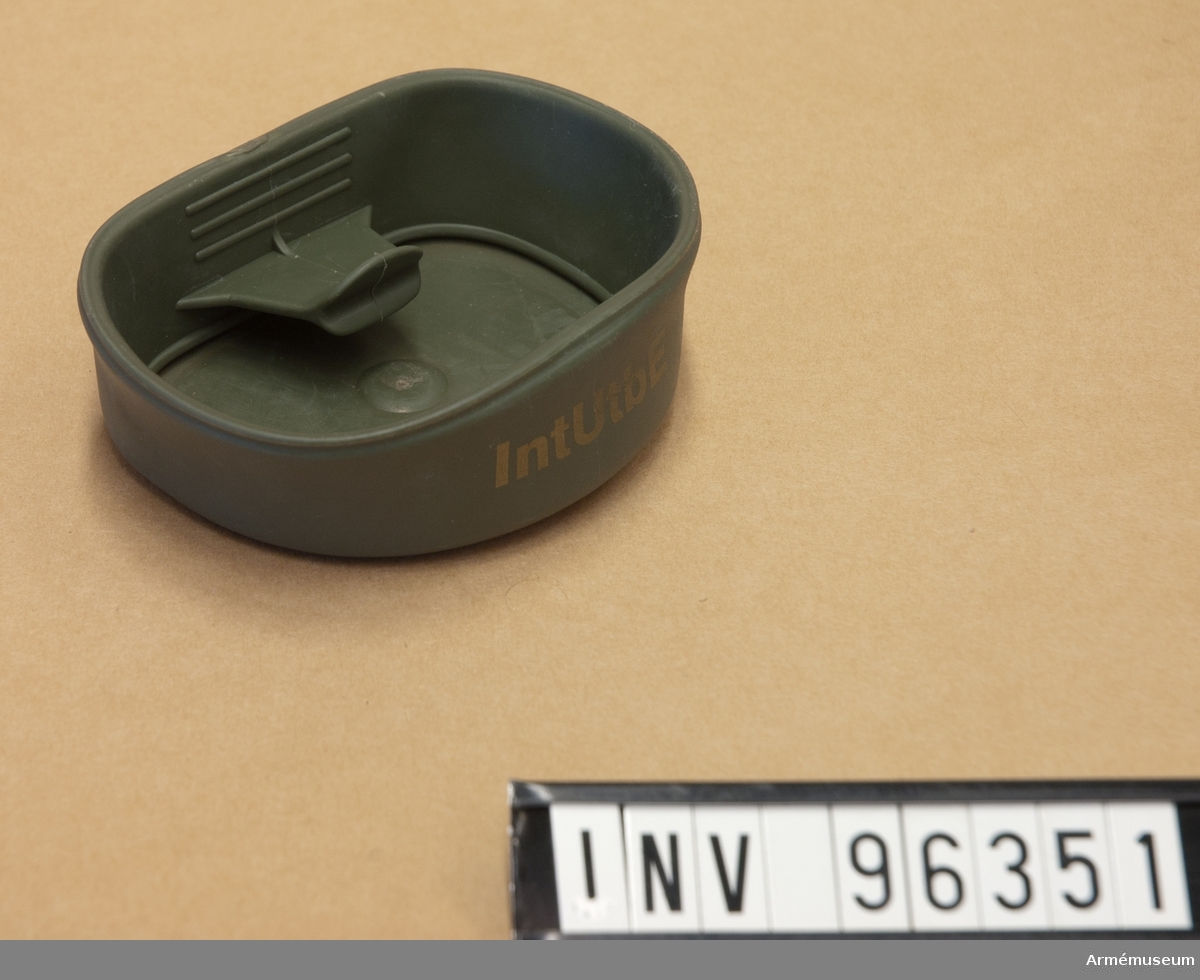
En vikmugg på Armémuseum.

Vikmugg eller vikkopp är en hopfällbar plastmugg som uppfanns på 1980-talet och som används inom friluftslivet eftersom den tar så lite plats i packningen.